# Strålebehandling
Strålebehandling er en medicinsk anvendelse af ioniserende stråling til behandling af bl.a. kræft. Ioniserende stråling slår levende celler ihjel, og behandlingens formål er derfor at tilføre en høj stråledosis til det syge væv, mens sundt normalvæv skånes mest muligt. Strålebehandling kan gives som primær behandling, supplerende behandling til kemoterapi eller smertelindrende (palliativ) behandling.

## Teknologi
I dag anvendes primært lineære acceleratorer til at skabe den ioniserende røntgenstråling, som man anvender til behandlingen. I acceleratoren dannes elektroner, som accelereres op til energier på flere MeV. Elektronstrålen rettes så ind mod et metaltarget, hvor elektronerne nedbremses, og energien omdannes til røntgenstråling.
To fabrikanter dominerer markedet for disse acceleratorer: Varian Medical Systems, og Elekta. Tidligere producenter inkluderer Siemens Healthcare og GE Healthcare. I Danmark er størstedelen af maskinparken fra Varian, dernæst Elekta. Enkelte Siemens maskiner er stadig i brug.
Rigshospitalet råder over Danmarks største maskinpark, med hele 13 acceleratorer.

## Bivirkninger
Ioniserende stråling påvirker både kræftvæv og raskt normalvæv, hvorfor der opstår en lang række bivirkninger i forbindelse med strålebehandling. Ved behandling i hovedhals-regionen kan patienten for eksempel miste sin spytproduktion, hvilket giver alvorligt ubehag, problemer med at spise samt dårlige tænder. Stråling til rygmarven kan forårsage lammelse og død. Strålebehandling kan desuden give hudrødme, hårtab, diarré, fibrose, kvalme og mange andre bivirkninger. Endelig kan strålebehandling selv forårsage ny kræft i patienten.

## Fraktionering
Ved strålebehandling benytter man, at raskt normalvæv typisk kommer sig bedre efter en strålebehandling end kræftvæv. Derfor opdeler man strålebehandlingen i mange små fraktioner, hvilket derved giver mindre skader til normalvævet. I Danmark gives typisk 2 Gray pr. fraktion. I Danmark gives for prostatakræft for eksempel 78 Gray i alt opdelt i fraktioner af 2 Gray fordelt på mandag til fredag. Selve strålebehandlingen tager dermed op imod 8 uger sammenlagt.

## Palliativ strålebehandling
Patienter med smerter forårsaget af kræft kan få smertelindrende strålebehandling. Dette kaldes palliativ behandling. Typisk gives det til knoglemetastaser (kræft der har spredt sig fra den primære tumor til knoglerne). De palliative fraktioneringer er typisk kortere end de kurative. Ofte gives mellem 1 og 10 fraktioner. F.eks. kan der gives en dosis på 8 Gray i løbet af én enkelt behandling.

## Brachyterapi
Ud over stråling fra en lineær accelerator, kan strålebehandling gives ved at indføre radioaktive kilder direkte i tumoren. Dette kaldes brachyterapi.

## Danske strålecentre
I Danmark udføres strålebehandling på følgende hospitaler:
- Aarhus Universitetshospital - 10 acceleratorer hvoraf 4 er placeret i Skejby[2]
- Rigshospitalet - 13 acceleratorer[1]
- Herlev Hospital - 9 acceleratorer[3]
- Vejle Sygehus - 6 acceleratorer[4]
- Aalborg Sygehus - 5 acceleratorer[5]
- Odense Universitetshospital 8 acceleratorer[6]
- Næstved Sygehus (pr. juni 2015) - 5 acceleratorer[7]
- Regionshospitalet Herning (fra maj 2009) - 2 acceleratorer (en del af Aarhus Universitetshospital)[2]